# Kramer (Dakota del Nord)
Kramer è un centro abitato (city) degli Stati Uniti, situato nella Contea di Bottineau nello Stato del Dakota del Nord. Nel censimento del 2000 la popolazione era di 44 abitanti. La città è stata fondata nel 1905.

## Geografia fisica
Secondo i rilevamenti dell'United States Census Bureau, la località di Kramer si estende su una superficie di 0,40 km², tutti occupati da terre.

## Popolazione
Secondo il censimento del 2000, a Kramer vivevano 44 persone, ed erano presenti 12 gruppi familiari. La densità di popolazione era di 107 ab./km². Nel territorio comunale si trovavano 43 unità edificate. Per quanto riguarda la composizione etnica degli abitanti, il 97,73% era bianco e il 2,27% era asiatico.
Per quanto riguarda la suddivisione della popolazione in fasce d'età, il 6,8% era al di sotto dei 18, il 4,5% fra i 18 e i 24, il 22,7% fra i 25 e i 44, il 27,3% fra i 45 e i 64, mentre infine il 38,6% era al di sopra dei 65 anni di età. L'età media della popolazione era di 58 anni. Per ogni 100 donne residenti vivevano 100,0 maschi.